# Guadalupe Victoria, Tlalnelhuayocan
Guadalupe Victoria är en ort i Mexiko.   Den ligger i kommunen Tlalnelhuayocan och delstaten Veracruz, i den sydöstra delen av landet, 230 km öster om huvudstaden Mexico City. Guadalupe Victoria ligger 1 457 meter över havet och antalet invånare är 6 114.
Terrängen runt Guadalupe Victoria är huvudsakligen kuperad, men västerut är den bergig. Runt Guadalupe Victoria är det ganska tätbefolkat, med 172 invånare per kvadratkilometer. Närmaste större samhälle är Xalapa, 5,4 km sydost om Guadalupe Victoria. Omgivningarna runt Guadalupe Victoria är en mosaik av jordbruksmark och naturlig växtlighet.